# Дерен канадський
Дерен канадський (Cornus canadensis) — вид трав'янистих рослин родини деренові (Cornaceae). Етимологія: географічний епітет лат. canadensis стосується поширення рослини в Канаді.

## Опис
Трав'янистий кореневищний багаторічний напівчагарник. Стебла прямі, зелені, 5–25 см, притиснуто-волохаті, вузлів 4–6, гілки є лише на дистальному вузлі й значно коротші, ніж міжвузлова відстань, тому стебла здаються нерозгалуженими. Листя супротивне, є кластер із 6 листків на кінцевому вузлі внаслідок стискування міжвузів, він складається з 2 більших і 4 менших листків, менші розвиваються з пахвових бруньок більших листків, листки в нижніх вузлах рудиментарні; черешок 2–3 мм; листові пластини від обрізної до діамантової форми, 3.5–4.8 × 1.5–2.5 см, тонкі, жилок 2 або 3, основи клиноподібні, краї цілі, вершина коротко загострена.
Суцвіття 12–40-квіткові, квітконоси 10–30 мм; первинні гілки 0.5–2.5 мм; приквітки від зеленувато-білих до білих, іноді з червоним кінчиком або червоним відтінком, ± рівні, яйцеподібні, 5–15 × 5–15 мм, вершина від гострої до загостреної. Квітконіжка 0.5–3 мм, розсіяно притиснуто-волохата. Квіти: гіпантій кремовий, 1–2 мм, густо притиснуто-волохатий; чашолистки кремові, червоніють, коли плоди дозрівають, 0.1–0.3 мм, верхівки округлі; пелюстки кремові, 1–2 мм. Кістянок 5–15 на колишнє суцвіття, вони червоні, кулясті, 6–9 мм; кісточка яйцеподібна, 2.3–3.3 × 1.7–2.3 мм, гладка, верхівка округла. 2n = 22, 44.

## Поширення
Північна Америка: Ґренландія, США, Канада, Сен-П'єр і Мікелон; Азія: Цзілінь — Китай, Японія, Корея, Далекий Схід Росії, пн. М'янма. Також культивується.
Населяє від сухих до вологих широколистяні або хвойні ліси, гірські хвойні ліси, узлісся, уздоріжжя, старі пеньки, мохові райони, болота, болотистий ґрунт; 0–3400 м.

## Використання
На рослині пасуться олені та лосі, її плоди — їжа для багатьох птахів і ссавців. Плоди їстівні з легким яблукоподібним присмаком.

## Галерея

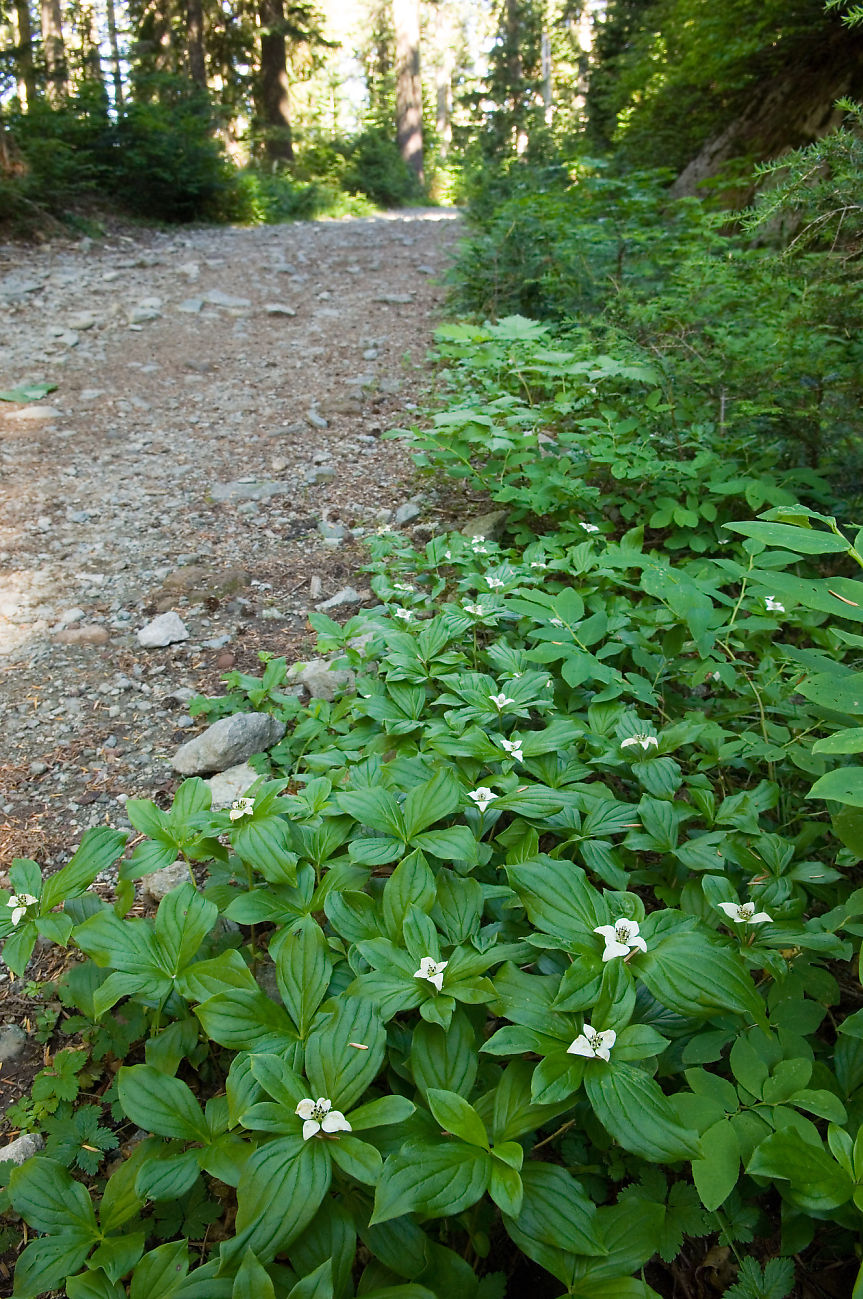
оселище
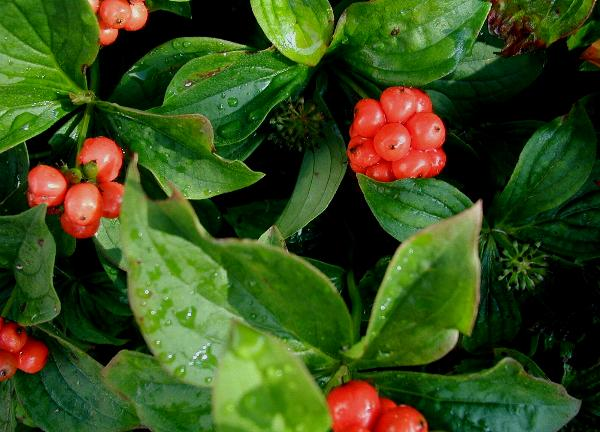
плоди й листя
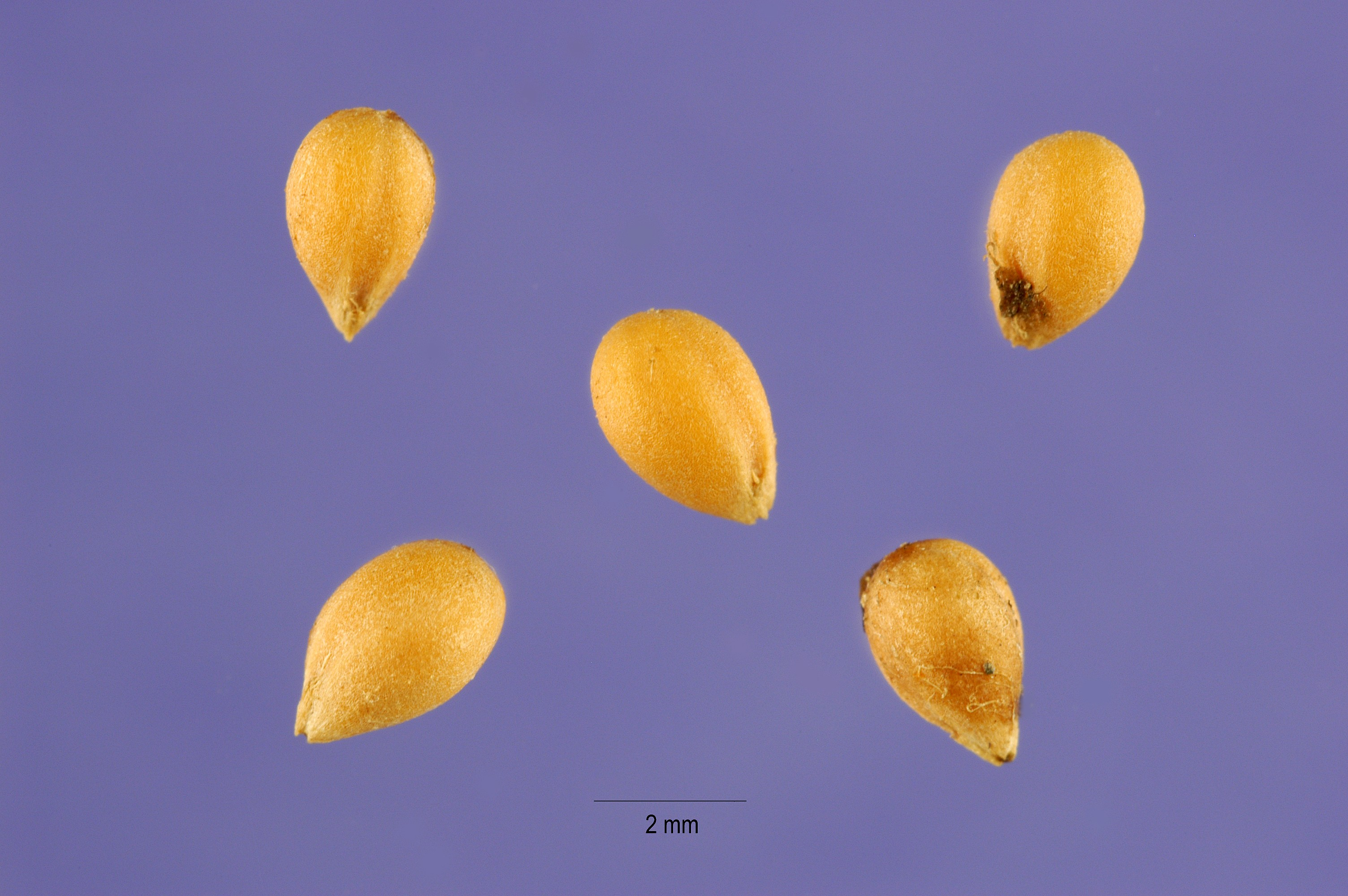
насіння
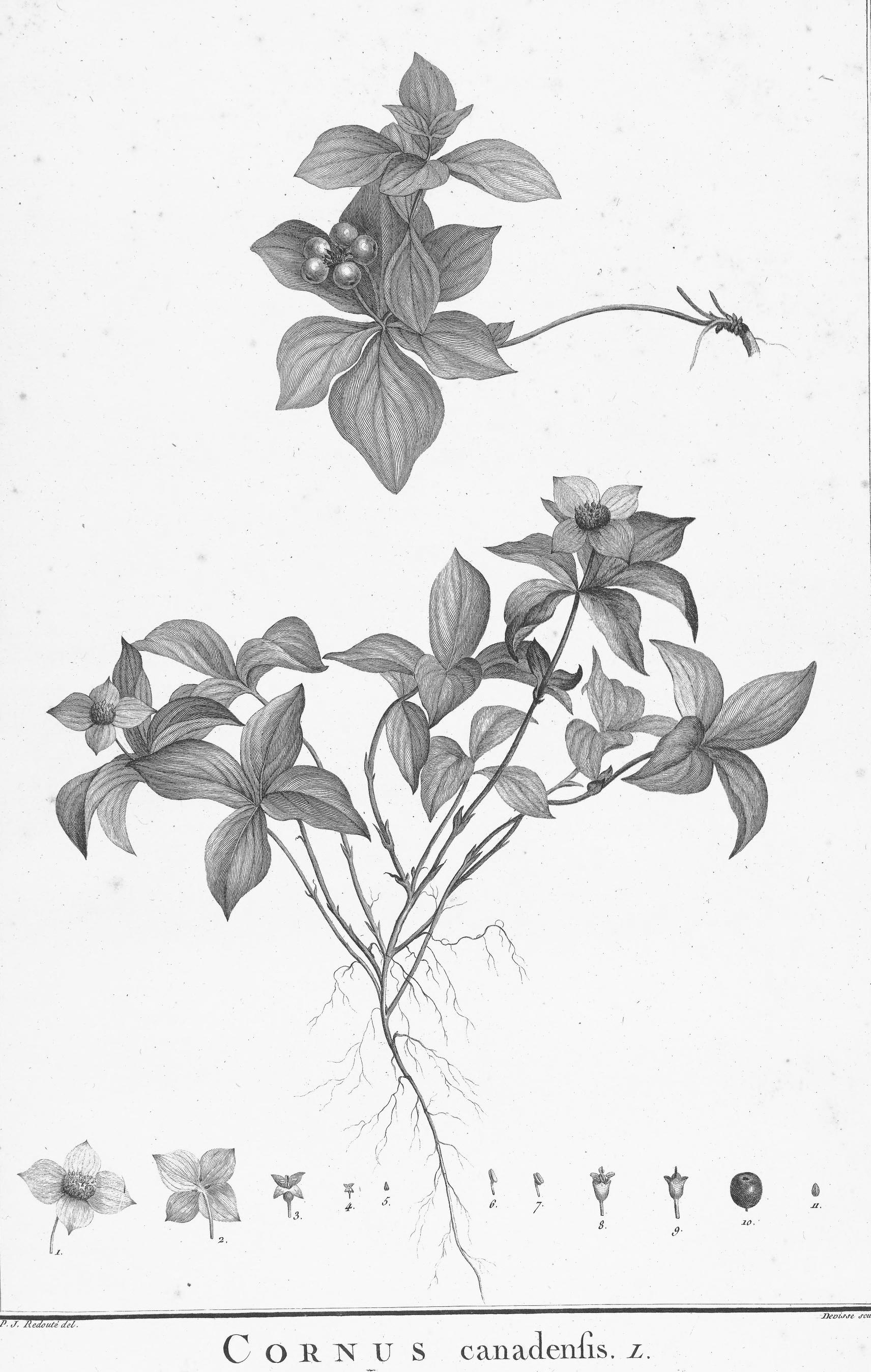
ілюстрація